# VM/CMS
VM/CMS (Virtual Machine/Conversational Monitor System, originariamente chiamato CP/CMS) è un sistema operativo di IBM installato su mainframe di architettura System/360, System/370, System/390 e zSeries. Altri sistemi operativi per lo stesso tipo di hardware sono gli appartenenti alla famiglia MVS - OS/390 - Z/OS.

## Storia
Lo sviluppo partì basandosi su quello che era stato il "CP-40 Project", lavorando con un System 360 Model 40 modificato, al Cambridge Scientific Center (CSC) di IBM nell'autunno del 1964. CP-40 era un sistema operativo a macchina virtuale: un semplice ambiente interattivo ad utenza singola e il CMS fu progettato per lavorare con esso. L'implementazione attuale partì nel 1965 e il sistema completo fu reso disponibile agli utenti nei primi mesi del 1966.
VM/CMS non fu formalmente commercializzato come un prodotto IBM e, per molti anni, ci furono diatribe politiche interne riguardanti quali risorse avrebbero dovuto essere dedicate ad esso a dispetto di altri prodotti IBM della stessa tipologia.
Dopo l'annuncio del System 360 Model 67 da parte di IBM, il software fu convertito per funzionare su quella piattaforma hardware ed il CP-40 fu rinominato CP-67. Una prima versione del sistema fu installata ai laboratori Lincoln del MIT nel 1967 a causa dell'insoddisfazione del Lincoln per l'offerta standard di IBM, TSS (Time Sharing System), il quale era, al tempo, molto lento ed inaffidabile. Il personale del Lincoln collaborò attivamente con CSC per il miglioramento del sistema operativo e così fece anche un altro importante cliente di IBM, Union Carbide, il quale decise, anch'esso, di adottare VM/CMS.
All'inizio del 1968 si ebbe il successo del sistema operativo e la maggior parte dei System 360/67 installarono VM/CMS e non TSS che era il sistema "ufficiale" di IBM per quella piattaforma hardware. Questo portò inevitabilmente alla dismissione di TSS, nel 1971.
In seguito, l'utilità di VM/CMS (specialmente all'interno di IBM, dove fu largamente usato per lo sviluppo di MVS) impedì ogni tentativo di soppiantarlo e costrinse IBM ad arrendersi di fronte all'evidente importanza dello stesso.

## Descrizione
VM/CMS possiede due componenti principali, VM e CMS, ciascuna operante come un sistema operativo indipendente. VM è un sistema a macchine virtuali il quale fornisce ad ogni singolo utente un ambiente assimilabile ad un mainframe personale. CMS è un semplice sistema operativo ad utente singolo progettato per essere eseguito, principalmente, in ambiente VM. Ad ogni utente di VM è fornita la propria macchina virtuale in cui eseguire CMS o un altro sistema operativo.
VM 370 Welcome screen:
```
VM/370 ONLINE

                        VV        VV    MM        MM
                        VV        VV    MMM      MMM
                        VV        VV    MMMM    MMMM
                        VV        VV    MM MM  MM MM
                 3333333333     777777777777MMMM  00000000
                333333333333    77777777777  MM  0000000000
                33      VV33    77VV    77      00MM      00
                         V33     VV    77M      00MM      00
                          33    VV    77MM      00MM      00
                       3333VV  VV    77 MM      00MM      00
                       3333 VVVV     77 MM      00MM      00
                          33 VV      77 MM      00MM      00
                          33         77         00        00
                33        33         77         00        00
                333333333333         77          0000000000
                 3333333333          77           00000000

                                                           RUNNING
```

## Per approfondire
- Melinda Varian, VM and the VM Community: Past, Present, and Future (disponibile online) è un eccellente riferimento storico che parte proprio dal CP-40 e dalle sue origini.
- Bob DuCharm, Operating Systems Handbook, Part 5: VM/CMS (disponibile online) è una guida estremamente dettagliata per l'utente di VM/CMS.